# بن ناصر
بن ناصر (به عربی: بن ناصر) یک شهرداری در الجزایر است که در ناحیه طیبات واقع شده‌است. بن ناصر ۱٬۶۶۸ کیلومتر مربع مساحت و ۱۰٬۳۳۰ نفر جمعیت دارد و ۷۰ متر بالاتر از سطح دریا واقع شده‌است.